# Ludność Oławy

## LudnośćOławy
- 1875 - 7 947[1]
- 1880 - 8 395[1]
- 1885 - 8 575   (włącznie z wojskiem)[2]
- 1890 - 8 632   (w tym 146 Żydów)[1]
- 1925 - 11 412   (w tym 53 Żydów)[1]
- 1933 - 12 267   (w tym 38 Żydów)[1]
- 1939 - 13 136
- 1946 - 6 410   (spis powszechny)
- 1950 - 7 889   (spis powszechny)
- 1955 - 10 075
- 1960 - 11 563   (spis powszechny)
- 1961 - 12 100
- 1962 - 12 400
- 1963 - 12 800
- 1964 - 13 100
- 1965 - 13 796
- 1966 - 14 400
- 1967 - 15 300
- 1968 - 16 000
- 1969 - 16 900
- 1970 - 17 800   (spis powszechny)
- 1971 - 18 489
- 1972 - 19 700
- 1973 - 22 000
- 1974 - 23 412
- 1975 - 24 729
- 1976 - 25 800
- 1977 - 26 600
- 1978 - 27 300   (spis powszechny)
- 1979 - 28 600
- 1980 - 29 242
- 1981 - 29 805
- 1982 - 30 186
- 1983 - 30 563
- 1984 - 30 782
- 1985 - 31 156
- 1986 - 31 325
- 1987 - 31 415
- 1988 - 31 080   (spis powszechny)
- 1989 - 31 180
- 1990 - 31 390
- 1991 - 31 506
- 1992 - 31 707
- 1993 - 31 805
- 1994 - 31 871
- 1995 - 31 877
- 1996 - 31 873
- 1997 - 31 907
- 1998 - 31 911
- 1999 - 31 762
- 2000 - 31 795
- 2001 - 31 888
- 2002 - 31 150   (spis powszechny)
- 2003 - 31 073
- 2004 - 31 078
- 2005 - 30 903
- 2006 - 30 866
- 2007 - 30 872
- 2008 - 30 846
- 2009 - 30 904
- 2010 - 31 025
- 2011 - 31 959   (spis powszechny)
- 2012 - 32 091
- 2013 - 32 240
- 2016 - 32 773  [3]
- 2017 - 32 883  [3]
- 2018 - 32 927  [3]

## Powierzchnia Oławy
- 1995 - 27,34 km²
- 2006 - 27,36 km²